# Federația de Fotbal a Macedoniei de Nord
Federația de Fotbal a Macedoniei de Nord (FFM; macedoneană Фудбалска Федерација на Македонија, ФФМ) este forul conducător oficial al fotbalului în Macedonia de Nord, cu sediul în capitala Skopje. Este afiliată la FIFA și UEFA din 1994.